# مهيب البرغوثي
مهيب البرغوثي (ولد عام 1964 في كوبر)، شاعر وكاتب فلسطيني، صدرت له دواوين شعرية عدة، وويعمل حالياً محرر للملحق الثقافي لصحيفة الحياة الجديدة الفلسطينية.

## حياته
ولد عام 1964 في قرية كوبر في قضاء رام الله، وهاجر مع عائلته بعد حرب حزيران إلى الأردن حيث أقام حتى عاد إلى فلسطين عام 2000، عمِل في مجال الصحافة الثقافية، وله نصوص منشورة في الصحف والمواقع العربية، وقد صدر له عدد من الدواوين الشعرية.

## مؤلفاته
- شهادات كتاب ومبدعين حول مدينة رام الله - بالاشتراك مع زياد خداش - 2005
- عُتم - شعر – دار الماجد للنشر والتوزيع – رام الله - 2008
- كأني أشبهني- شعر - الدار الأهلية للنشر والتوزيع – الأردن - 2012[3]
- مختبر الموت - شعر - الدار الأهلية للنشر والتوزيع – الأردن – 2015[4]
- «حقوق موتٍ محفوظة»-شعر- الدار الأهلية -الأردن - 2018[5]